# Saint-Jeannet (Alpes-de-Haute-Provence)
Saint-Jeannet ist eine südfranzösische Gemeinde mit 48 Einwohnern (Stand 1. Januar 2022) im Département Alpes-de-Haute-Provence in der Region Provence-Alpes-Côte d’Azur. Sie gehört zum Arrondissement Digne-les-Bains und zum Kanton Riez.

## Geografie
In Saint-Jeannet sammeln sich Quellbäche zum Torrent de Saint-Jeannet, einem Nebenfluss der Asse. Der Ortsteil Tante Rose wird vom Rancure passiert. Die angrenzenden Gemeinden sind Le Chaffaut-Saint-Jurson im Norden, Mézel und Estoublon im Osten, Bras-d’Asse im Süden, Saint-Julien-d’Asse und Entrevennes im Südwesten, Puimichel im Westen und Malijai im Nordwesten.

## Bevölkerungsentwicklung
| Jahr      | 1962 | 1968 | 1975 | 1982 | 1990 | 1999 | 2008 | 2012 |
| --------- | ---- | ---- | ---- | ---- | ---- | ---- | ---- | ---- |
| Einwohner | 53   | 42   | 52   | 43   | 47   | 38   | 53   | 58   |